# La Petite Garçonnière
La Petite Garçonnière (titre original : The Small Bachelor) est un roman humoristique de P. G. Wodehouse, publié au Royaume-Uni le 28 avril 1927.

## Résumé
L'histoire relate les ennuis romantiques de George Finch, aspirant artiste vivant dans le quartier de Greenwich Village à New York. 